# 동일본 여객철도 E351계 전동차
동일본 여객철도 E351계 전동차(일본어: 東日本旅客鉄道E351系電車)는 1993년에 등장한 동일본 여객철도의 직류용 특급형 전동차이다.

## 역사

### 개발 배경
E351계는 당시 주오 본선에서 운행 중이던 183계·189계가 노후화됨에 따라, 해당 차량들을 대체하고 보다 고속 운행을 하기 위하여 개발되었다.
또한 병행하는 구간의 주오 고속버스에 대항할 수 있도록 자연진자장치를 채용, 틸팅(Tilting)을 통해 곡선부에서의 운행 속도가 증가됨으로써, 산악 노선을 달리는 열차임에도 표정속도 90 km/h에 이르는 모습을 보이고 있다. 이렇게 틸팅의 유무와 차량 최고속도가 다름으로 인해 발생하는 차이로 인해, E351계가 투입되는 열차는 「슈퍼 아즈사」, 183계·189계가 투입되는 열차는 「아즈사」로 부름으로써 열차명을 통해 구분하고 있다.

### 투입 이후
E351계는 8량으로 구성된 기본 편성과, 4량의 부속 편성으로 이루어져있다. 1993년 12월 23일 2개 편성이 특급 「아즈사」로서 처음 투입되었다. 이때 투입된 2개 편성은 대량 생산이 이루어지기 이전에 생산된 양산 선행차량인데, 일부 열차는 마쓰모토역에서 기본 편성과 부속 편성이 분리되어, 이 중 부속 편성이 오이토 선으로 연장 직통운행을 실시하였다.
이후 1994년 12월 3일에 E351계 투입 열차가 특급 「슈퍼 아즈사」로 분리되었으며, 이와 함께 오이토 선으로 부속 편성이 연장 운행하던 것이 기본 편성이 투입되는 것으로 변경되었다.
또한 1994년에는 통상산업성(현 경제산업성)으로부터 '굿 디자인 상품'(Good Design Award)에 선정되기도 하였다.

### 대량 생산차량의 투입
1995년에는 처음 투입되었던 양산 선행차량에서 발견된 문제점들을 개선한 대량 생산차량 3개 편성이 투입되었다. 이 차량들은 차량 상부 구조물의 모양 변경, 팬터그래프의 교체 등 외형상으로도 변경된 점들이 있지만, 그 외에도 틸팅 실린더의 출력 강화와 억속 제동 및 정속 운전 기능의 탑재 등 기술적인 부분에서도 개선이 이루어졌다. 아울러 양산 선행차량과는 달리 IGBT제어를 채용함으로써 보다 소음이 감소토록 하였다.
이렇게 대량 생산차량이 투입된지 얼마지 않아 대형 사고가 발생했는데, 투입 2년여만인 1997년에 주오선 오츠키 역에서 입환 중이던 201계와 충돌하여 차량이 대파되고 30여 명이 중경상을 입는 사고였다. 이 사고로 인하여 대파된 E351계 5량인 완전 해체되어, 차체를 새로 제작하게 된다.(아래 '사고'란에 자세하게 기술)

### 그리고 현재

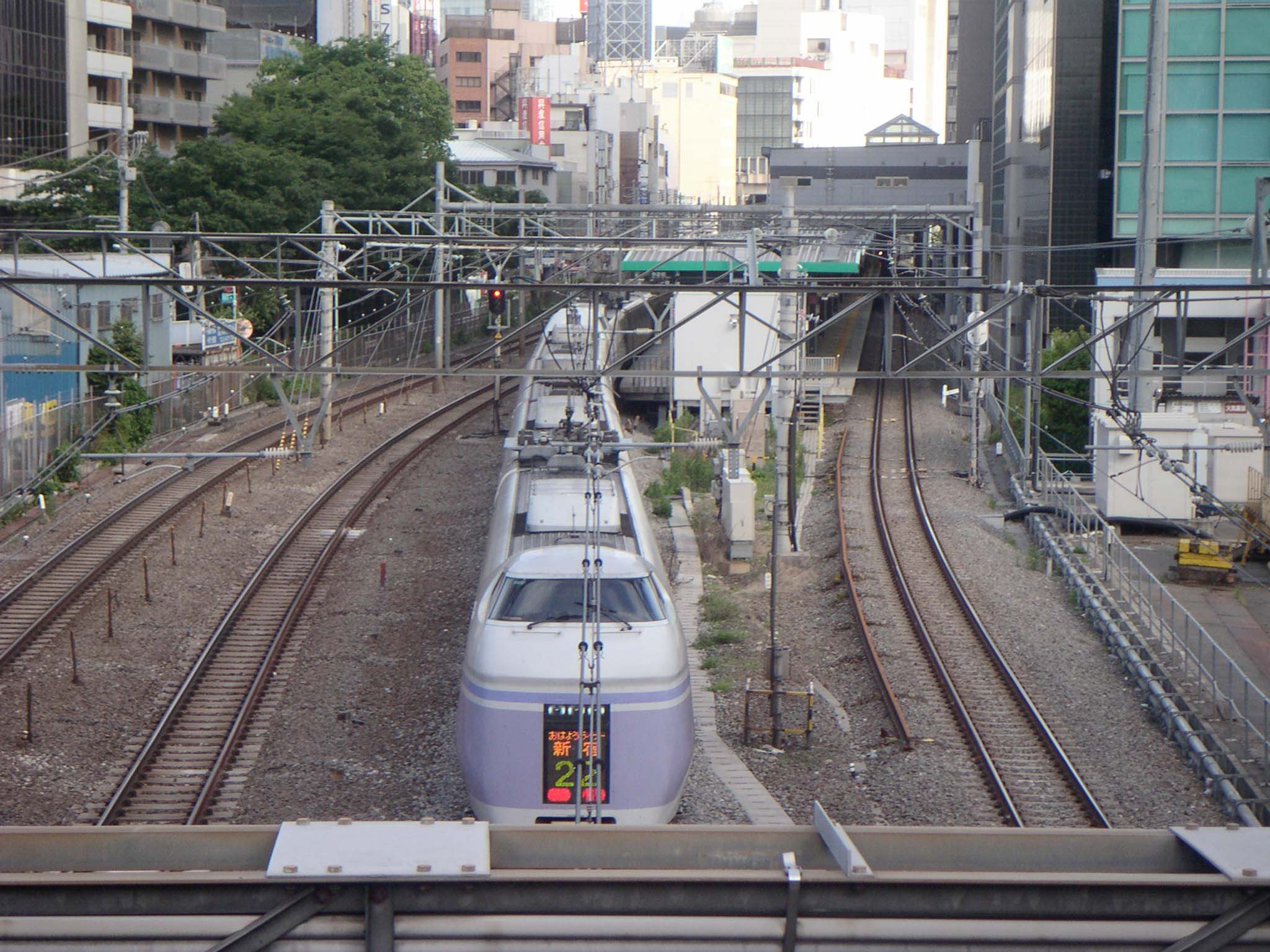
「오하요라이너 신주쿠」로 운행 중인 E351계

E351계는 주 무대인 주오 선의 특급 「슈퍼 아즈사」 외에도, 1996년 3월 18일부터는 평일 아침과 저녁에 도카이도 선으로 출장을 나가 라이너 열차인 「오하요라이너 신주쿠」와 「홈라이너 오다와라」에도 투입되었다. 단, 특급 운용에 영향을 끼치지 않기 위해서 신주쿠 발착 열차로 그 무대가 한정되었고, 또한 거기에 신주쿠 역의 배선 문제까지 겹치면서, 결국 2008년 3월 14일부로 그 자리를 185계에게 물려주고는 도카이도 선에서의 운행은 종료되었다. 그 대신, 같은 해 3월 18일부터 E257계와 함께 주오선 「주오 라이너」에 투입되기 시작하였다.(근데 현재는 폐차가 되었다.)

## 기술적 측면

### 차체
차체의 경우 651계와 같이 강철로 제작되었지만, 틸팅시 차체가 터널과 접촉하는 것을 막기 위하여 저중심의 달걀꼴 차체를 채용하였다. 또한 그러한 저중심 설계를 위하여 차량 상부의 구조물을 최소화하고, 각종 기기들을 가능한 차량 하부에 설치하도록 하였다.

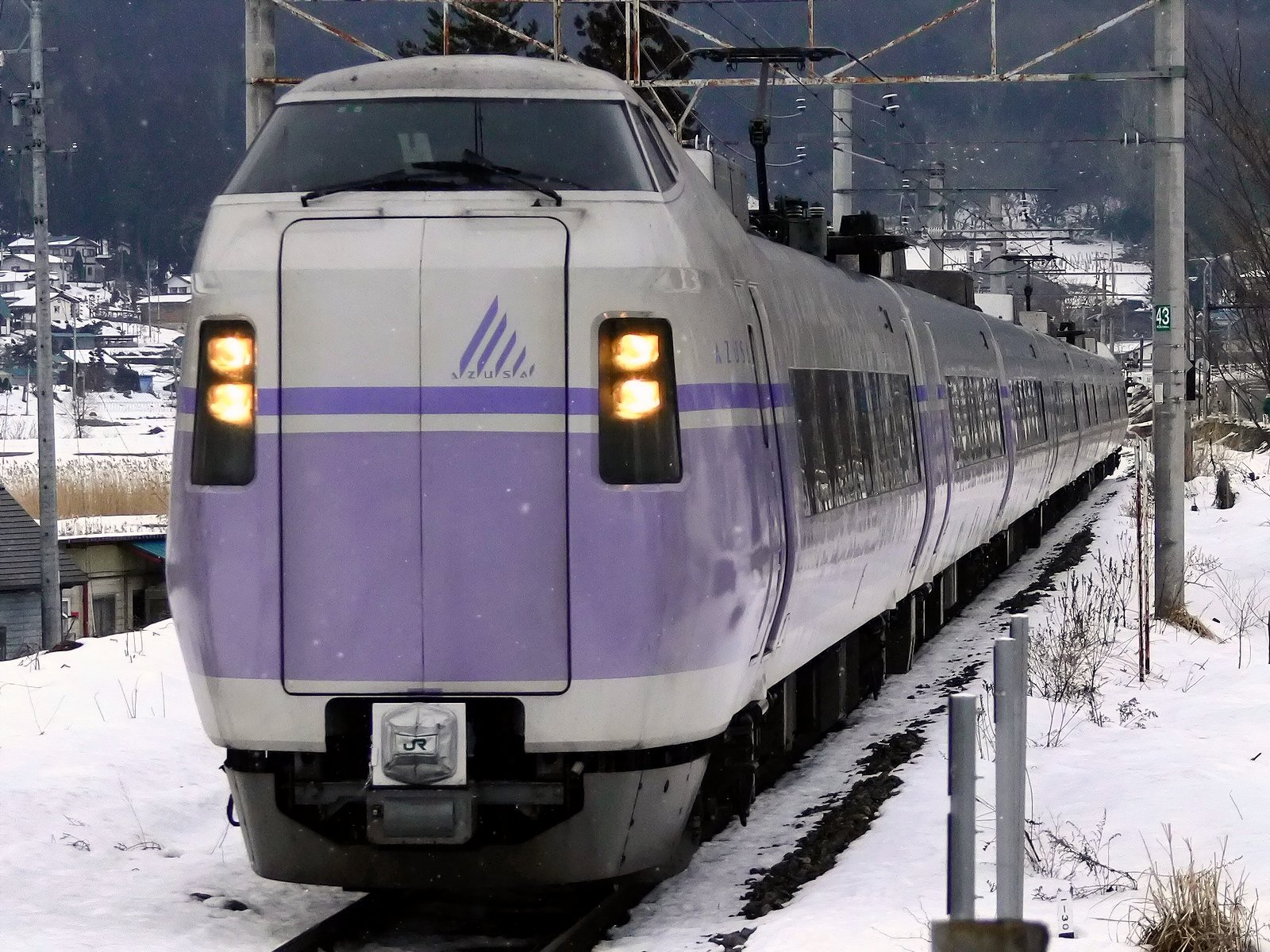
E351계의 관통형 선두차

E351계는 강철 고운전대 구조로 제작된 점은 651계와 동일하나, 651계는 모든 선두차가 비관통형이었던 것과 달리, E351계는 기본 편성과 부속 편성 사이의 선두차는 편성간 이동이 가능하도록 관통문이 설치된 구조로 되어있다. 아울러 이러한 관통형 선두차들은 원활한 병결-분리를 위하여 전공일체 자동연결기를 채용하였다.
대신 비관통형 선두차에는 651계와 같은 대형 LED 헤드마크가 설치되었는데, 측면의 경우 이와 달리 롤지회전식의 행선지 표시기가 설치되었다. 그리고 승강용 문의 경우 주요 역에서 승객 취급에 소요되는 시간이 늘어나는 것을 막기 위하여, 차량 1량당 2개의 출입문이 양 끝에 하나씩 설치되어 있다.

### 동력부
E351계는 150kW급 3상 유도전동기를 사용하며, VVVF제어를 통해서 이를 제어한다. VVVF의 경우 양산 선행차들의 경우 GTO방식을 사용했지만, 이후에 제작된 차량들의 경우 3레벨 IGBT방식으로 교체되었다.
팬터그래프의 경우, 처음 등장한 양산 선행차에서는 일반적인 능형(菱形) 팬터그래프를 채용하였었으나, 후에 모두 경량 싱글암(Single-arm) 방식으로 통일되었다. E351계의 팬터그래프에는 특이한 점이 있는데, 틸팅열차라는 특성상 차량 상부에 팬터그래프가 고정될 경우 틸팅시 팬터그래프가 가선(전차선)을 벗어나는 이선(離線) 현상이 발생할 수 있기 때문에, 이를 막기 위하여 팬터그래프는 차체를 관통하여 대차와 연결되어 있다. 이를 통해 틸팅 시에도 높은 가선추종성을 확보할 수 있게 되었다.

### 주행부
대차의 경우 공기 용수철 볼스터리스 대차를 채용하였으며, 여기에 틸팅을 위해 제어부가식 자연진자장치가 장착되었다. 이는 기존의 381계가 자연진자장치를 채용, 운용하면서 드러난 각종 승차감 상의 문제점을 개선하기 위한 방안의 일환이다.
즉, 곡선구간을 주행하면서 열차 자체의 원심력을 이용해 자연적으로 열차를 3~5도 정도 기울임으로써 곡선구간의 통과속도를 높인다는 원리는 동일하지만, 기존의 자연진자식이 곡선구간에 들어선 뒤 차체를 기울이는 것에 비해서, E351계에 자장착된 제어부가식 자연진자장치의 경우 ATS 지상자의 위치 정보를 이용해 곡선 진입 이전에 미리 차체를 기울이게 됨으로써, 기존의 방식이 갖고 있던 승차감 저하라는 고질적 문제를 어느 정도 개선하게 되었다. 이러한 틸팅 덕분에 곡선 구간에서 제한속도보다 최고 25 km/h 더 빠른 주행이 가능하다.
제동의 경우 열차 밀도가 낮은 구간을 주행할 때 회생 제동이 무효화되는 현상을 막기 위하여 회생 제동 및 발전 제동 병용 전기지령식 제동을 채용하였다. 다만 E351계의 경우 이러한 틸팅을 위해서 차체를 낮게 설계하였고, 이와 함께 차륜의 직경도 810mm로 작아지면서 대차 내부에 제동장치를 부착하기에는 공간이 너무 협소해지게 되었고, 이에 따라 전동대차와 부수대차 모두 기초제동은 디스크 제동을 사용하게 되었다.
이외에도 고속주행시의 안정성을 확보하기 위해서 요댐퍼가 설치되었으며, 억속 제동과 정속 운전 기능도 탑재되어 있다.

## 실내
E351계는 앞서 언급하였듯, 틸팅시 안전을 확보하기 위해 차량이 달걀꼴로 제작되었다. 그 때문에, 실내도 위 아래가 좁아지는 형태를 띠게되었다. 이로 인하여 창가쪽 좌석 승객은 불편함을 느낄 수도 있으나, 대신 일반실 970mm, 그린샤(특실) 1,160mm의 넓직한 좌석 간격을 제공하고 있다.
일반실과 그린샤 모두 2x2배열로 좌석이 배치되어 있는데, 우선 일반실의 경우 좌석 뒷편에 컵 받침과 함께 그물, 혹은 고무식 거치대가 있어 책자 등을 비치해놓을 수 있도록 했다. 아울러 일반적으로 특급형 전동차들이 좌석 뒷면에 테이블을 설치한 것과 달리, E351계의 경우 팔받침 부분에 테이블(arm table)이 설치되어 있어, 좌석을 돌려 마주보게 앉더라도 테이블을 사용할 수 있도록 하였다. 그린샤의 경우 여기에 추가적으로 좌석 히터, 풋 레스트, 가동식 베개 등이 추가된 형태이다.

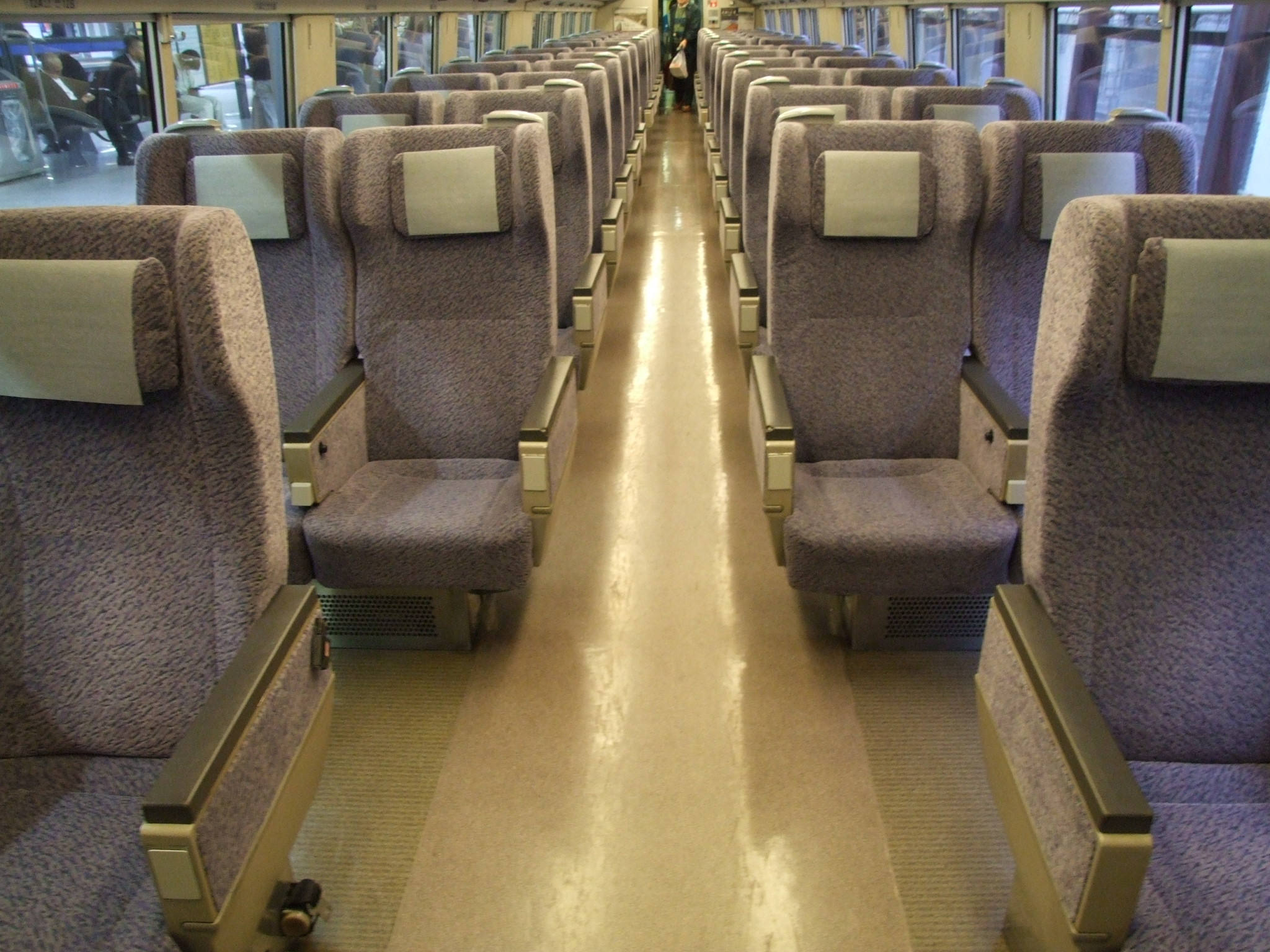
그린샤 내부
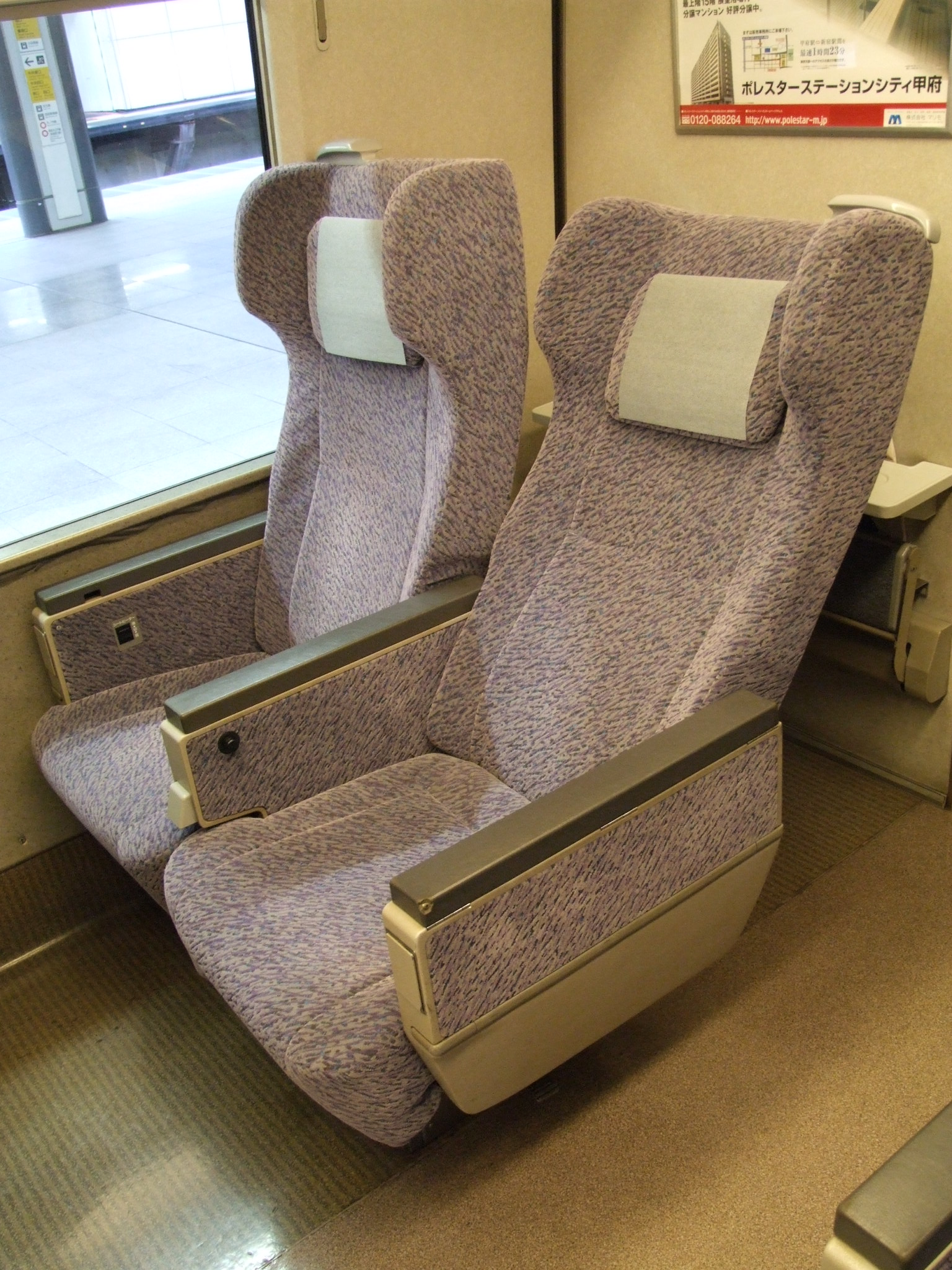
그린샤 좌석
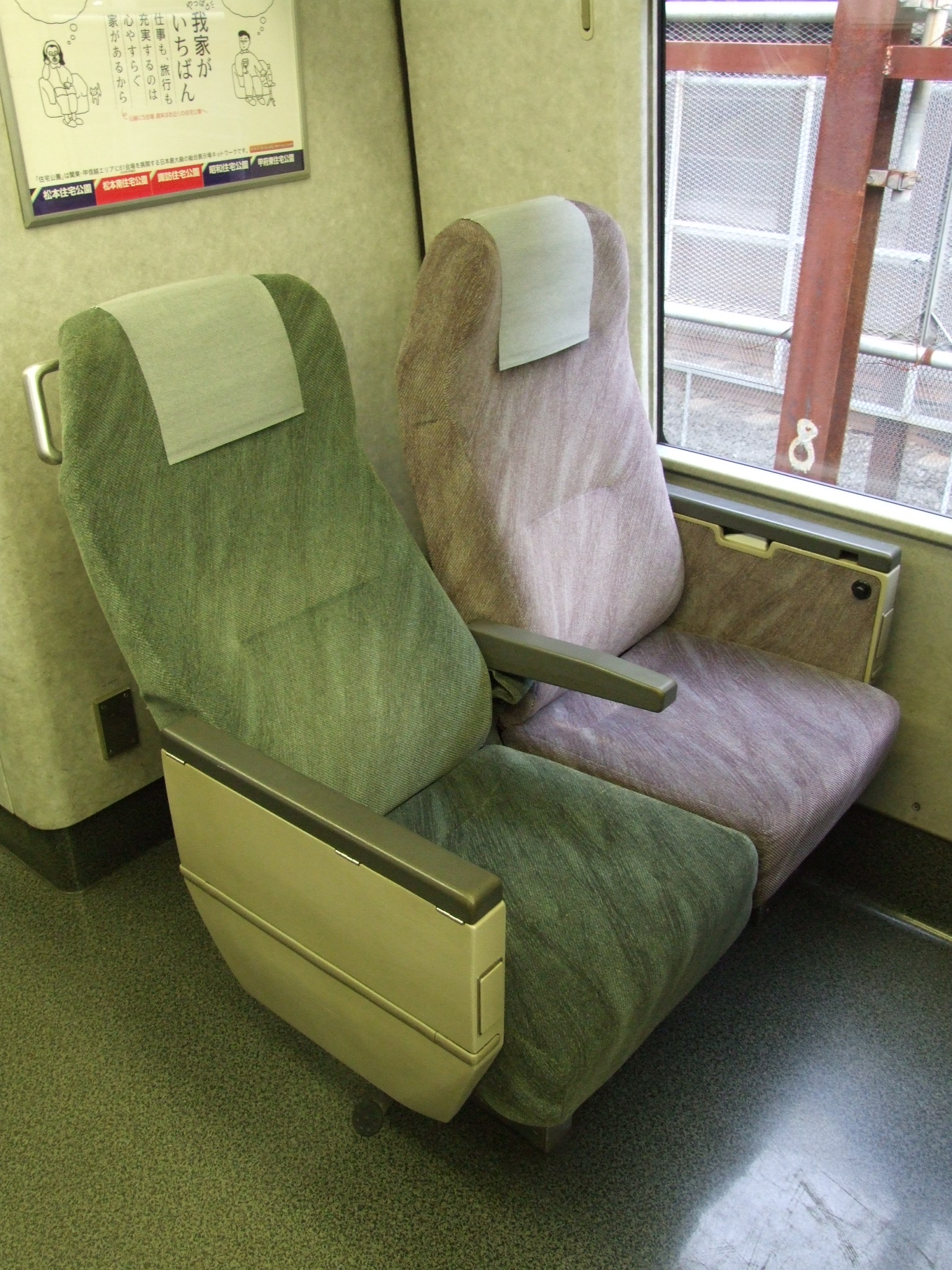
일반실 좌석

객실 출입문 위쪽으로 각 1개씩, 총 2개의 LED식 차내 안내기가 설치되어 있으며, AM/FM라디오 전파 복사기가 설치되어 있어 난청지역에서도 원활한 라디오 수신이 가능하도록 되어있다. 이 외에도 일부 차량에 자동 판매기, 공중전화, 스키 수납용 수하물칸 등이 설치되어 있으며, 2007년 3월 18일부터는 전차량에서 금연이 실시되면서 흡연차 데크 부분에 설치되었던 재떨이들이 모두 철거되었다.
화장실의 경우 양변기와 남성용 소변기가 갖추어져 있는데, 양산 선행차의 경우 순환식으로 제작되었지만, 후에 진공식으로 개조되었다.

## 운용 노선
- 동일본 여객철도
  - 오이토선
  - 주오 본선
    - 주오 라이너
    - 특급 「슈퍼 아즈사」

## 사고

### 오츠키 역 충돌 사고
1997년 10월 12일, 주오선 오츠키 역에서 발생한 사고로, 약 100 km/h의 속도로 역을 통과하던 마쓰모토행 특급 「슈퍼 아즈사」 13호(E351계, 12량 편성)의 측면부를 구내 입환중이던 201계(6량 편성)가 약 25 km/h의 속도로 들이받은 사고이다.
이 사고로 201계의 기관사를 포함한 34명이 중경상을 입고, 차량이 대파되는 등의 큰 피해를 낳았다. 이 가운데 201계와 충돌로 인해 전복되면서 대파된 E351계 5량의 경우, 차체는 대파되었음에도 대체적으로 재사용이 가능한 부품이 많았다. 이 때문에 해당 차량들은 폐차하는 대신 완전 해체되어, 히타치 제작소에서 제작한 새로운 차체에 재사용 가능한 부품을 설치하여 복귀하게 되었다.
아울러 E351계의 경우 예비차량이 없었기 때문에, 사고 편성이 복귀할 때까지는 나가노 신칸센 개업 후 잉여차량으로 남아있던 189계가 임시로 투입되었었다.

## 같이 보기
- (일본어) 오츠키 역 충돌 사고